# Valentina Tolkunova
Valentina Tolkunova (rus. Валентина Васильевна Толкунова; n. 12 iulie 1946 în Armavir – d. 22 martie 2010  în Moscova) a fost o cântăreață rusă, care a primit o serie de distincții între anii 1979 - 1987.

## Date biografice
La vârsta de 18 ani, Tolkunova a început să studieze la Universitatea pentru Cultură și Arte din Moscova. În 1966 devine solistă în corul orchestrei condusă de Juri Saulski. În anul 1971 a absolvit Institutul Gnessin, după care a cântat diferite cântece în filmul serial TV "Zi de zi". Din anul 1972 a devenit o cântăreață cu renume în URSS, fiind învitată la numeroase concerte radiofonice sau televizate. În anul 2010 a fost fi internată în spital cu diagnosticul de tumoare cerebrală, care i-a fost fatală.

## Albume
- 1972 — «Стою на полустаночке»
- 1973 — «Во всем мне хочется дойти до самой сути»
- 1975 — «Комсомолу посвящается»
- 1977 — «Носики-курносики»
- 1982 — «Диалог у новогодней ёлки»
- 1985 — «Если б не было войны»
- 1986 — «Разговор с женщиной»
- 1989 — «Серёжа»
- 1992 — «Сорок пять»
- 1995 — «Я не могу иначе»
- 1997 — «Я деревенская»
- 1997 — «Сон трава»
- 2002 — «Мой придуманный мужчина»